# Святослав і вікінг
«Святослав і вікінг»  — український комікс Ігора Баранька виданий в 1993 році видавництвом «Молода Галичина» його додатком під назвою «Гуляй-поле». Гумористичний мальопис про часи Київської Русі стиль малюнка нагадує французький комікс Астерікс і Обелікс.

## Синопсис
У наш час, коли усі так гречно полюбили історії рідної землі, цей комікс якраз до речі. Бо його безсумнівна риса - абсолютна історичність та документальність. Можливо деякі критики заперечуватимуть історичні факти, але їхні зловмисні витівки не зможуть похитнути нашої любові до рідної історії і до самих себе.  

## Сюжет
Історія починається з бенкету князя Святослава з його військом у Києві. На бенкет прийшли дівчина древлянка Оруля з проханням про допомогу для порятунку княжни. Древлянську княжну Лісаву викрав вікінг на ім'я одноокий Вульф який приїхав з Норвегії. Святослав прийняв це як особистий виклик на бій з Ульфом і  вирішив піти врятувати княжну Лісаву. Разом з Святославом в похід зголосився богатир Манюня. 